# 向浩一
向 浩一（むかい こういち、1946年12月9日 - 2022年5月19日）は、日本の実業家。コムチュア株式会社創業者・代表取締役会長 CEO。藍綬褒章受章。

## 人物・来歴
石川県生まれ。
1970年、日本大学理工学部電気工学科卒業、データプロセスコンサルタント（現アイエックス・ナレッジ）入社。
1985年、日本コンピューターテクノロジー（現コムチュア）設立、同社代表取締役社長就任。
1998年、東京都小型コンピューターソフトウェア産業厚生年金基金理事。
2001年、ITコーディネータ協会理事。2007年情報サービス産業協会理事。
2009年、フルスピード取締役。2011年コムチュア代表取締役会長CEO。
2018年、春の褒章で新規産業功績により藍綬褒章受章。
2020年、東京大崎ロータリークラブ会長。全国ソフトウェア協同組合連合会会長、全国ソフトウェア協同組合連合会名誉会長、全国ソフトウェア協同組合連合会最高顧問、デジタル社会推進政治連盟副会長なども歴任した。
2022年5月19日、死去。75歳没。

## 著書
- 『社長から始めるIT経営 : これで会社を変える』日刊工業新聞社 2002年3月1日 ISBN 978-4526049217